# Tommy Johansson
Tommy Johansson (22 de marzo de 1971) es un deportista sueco que compitió en ciclismo de montaña en la disciplina de descenso. Ganó una medalla de plata en el Campeonato Mundial de Ciclismo de Montaña de 1994 y una medalla de plata en el Campeonato Europeo de Ciclismo de Montaña de 1994.

## Palmarés internacional
| Campeonato Mundial | Campeonato Mundial    | Campeonato Mundial | Campeonato Mundial |
| Año                | Lugar                 | Medalla            | Competición        |
| ------------------ | --------------------- | ------------------ | ------------------ |
| 1994               | Vail (Estados Unidos) | Medalla de plata   | Descenso           |
| Campeonato Europeo |                       |                    |                    |
| Año                | Lugar                 | Medalla            | Competición        |
| 1994               | Métabief (Francia)    | Medalla de plata   | Descenso           |